# سنینکا
سنینکا (به چکی: Seninka) یک منطقهٔ مسکونی در جمهوری چک است که در ناحیه وستین واقع شده‌است. سنینکا ۷٫۲۶ کیلومتر مربع مساحت و ۳۱۵ نفر جمعیت دارد و ۴۲۸ متر بالاتر از سطح دریا واقع شده‌است.